# Osad atmosferyczny
Osad atmosferyczny, opad poziomy, opad utajony – produkty kondensacji pary wodnej, osadzania kropelek mgły, a także opadu deszczu, pojawiające się na wychłodzonych powierzchniach podłoża (ziemi, roślin, przedmiotów). Za osad atmosferyczny uważa się takie formy, które wytwarzają się dopiero na powierzchni ciał stałych, podczas gdy formy pojawiające się na powierzchniach w wyniku opadu grawitacyjnego nazywane są opadem atmosferycznym. Osad atmosferyczny może pojawić się w wyniku wytrącenia się wody z pary wodnej, lub w wyniku przetworzenia opadu atmosferycznego. Osady atmosferyczne wchodzą w skład zjawisk meteorologicznych.
Najbardziej typowe to:
- osady ciekłe
  - nalot płynny
  - rosa
- osady stałe
  - gołoledź
  - szadź
  - szron
  - zamróz

Nalot płynny – nalot pojawiający się na powierzchniach pionowych w postaci łączących się i spływających kropel wody. Powstaje na skutek napływu ciepłego i wilgotnego powietrza na wychłodzone ściany budynków lub skał. Pojawia się od strony nawietrznej.
Rosa – osad w postaci kropel wody powstających na powierzchni skał, roślin i innych przedmiotów w wyniku skraplania się pary wodnej zawartej w powietrzu. Powstaje podczas ochłodzenia się powietrza poniżej punktu rosy, najczęściej wieczorem.
Szron – osad, którego mechanizm powstawania jest podobny do powstawania rosy, różni się tylko warunkami termicznymi – występuje przy ujemnej temperaturze powietrza. Tworzą go drobne lodowe kryształki w postaci igieł. Warunkiem powstania szronu jest obniżenie temperatury podłoża poniżej temperatury punktu potrójnego dla wody oraz ciśnienia parcjalnego pary wodnej w powietrzu poniżej ciśnienia punktu potrójnego wody. Zachodzi wówczas bezpośrednia zamiana pary w ciało stałe, czyli resublimacja.
Szadź – osad w postaci pośredniej między szronem a zamrozem lub gołoledzią, najczęściej przybiera postać lodowych szczotek, kryształków lodu zlepionych zamarzającymi kroplami mgły. Powstaje, gdy wilgotne powietrze zawierające drobne kropelki przechłodzonej wody (mgła) napływa na obszar o często jeszcze niższej temperaturze. Wtedy na wyeksponowanych powierzchniach zaczynają narastać lodowe igiełki (patrz szron) w kierunku, z którego napływa zimne i wilgotne powietrze. Igiełki te są zlepiane przez zamarzające kropelki wody, w wyniku czego tworzą się charakterystyczne szczotki. Ilość osadu może być tak duża, że powoduje łamanie się gałęzi drzew.
Gołoledź – osad w postaci gładkiej, równej, przezroczystej warstwy lodu, pokrywającej podłoże. Powstaje wtedy, gdy deszcz (lub mgła) opada na podłoże o temperaturze mniejszej od zera. Spadające kropelki rozpływają się i zamarzają. Do gołoledzi najczęściej dochodzi wtedy, gdy po mroźnej i suchej pogodzie przychodzi ocieplenie, przynoszące również opady lub zamarzania cienkiej warstwy wody pokrywającej powierzchnię. Jest to zjawisko bardzo groźne, zwłaszcza dla użytkowników dróg.
Gdy gołoledź pokrywa cienką warstwą przedmioty (szczególnie powierzchnię asfaltu drogi), wówczas wydaje się on szczególnie czarny, ten rodzaj gołoledzi nazywany jest potocznie czarnym lodem.
Zamróz – nalot stały pojawiający się w tych samych miejscach co nalot ciekły, jeżeli skały lub ściany budynków mają temperaturę poniżej 0 °C.